# انصهارية
الانصهارية لمادة تشير إلى السهولة التي يمكن بها دمج المادة، أو إلى درجة الحرارة أو كمية الحرارة المطلوبة لإذابة المادة. تتطلب المواد مثل اللحام نقطة انصهار منخفضة بحيث يذوب اللحام عند تطبيق الحرارة على مفصل قبل أن تذوب المواد التي تُلحم أي أن انصاريتها عالية. أما الطوب الناري المستخدم في بطانات الأفران يذوب فقط في درجات حرارة عالية جدًا (ثم يتراجع أو يتحلل أو يصبح عرضة للكسر) وبذلك فإن انصاريته منخفضة. للمواد الحرارية انصهارية منخفضة.